# Kosatcová louka
Kosatcová louka je přírodní rezervace, byla vyhlášena v roce 1990 a nachází se u obce Trstěnice. Důvodem ochrany je rašelinná louka, zachování biotopu početné populace kosatce sibiřského s doprovodnými společenstvy.

## Fotogalerie

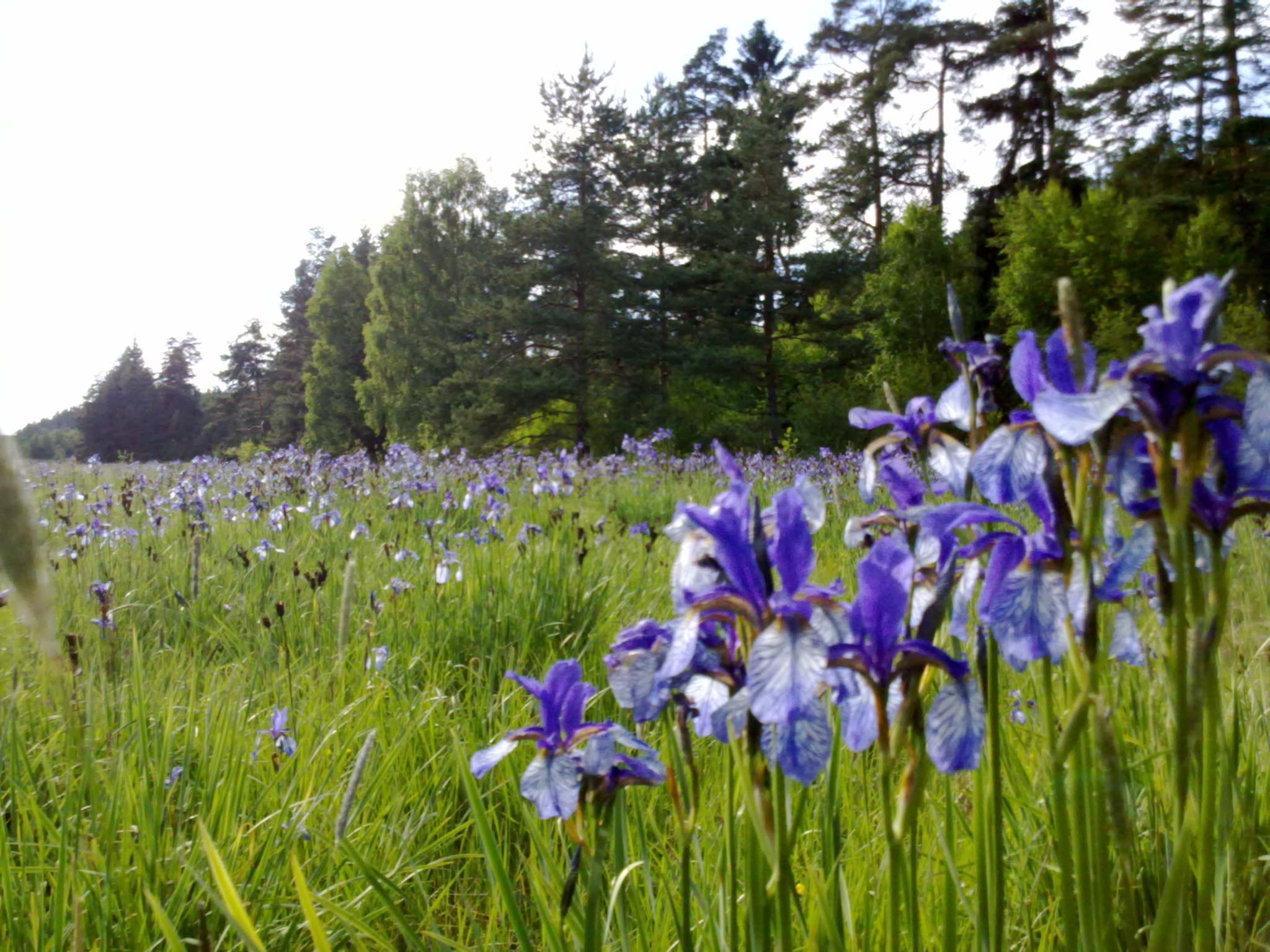
Detail kvetoucích kosatců sibiřských
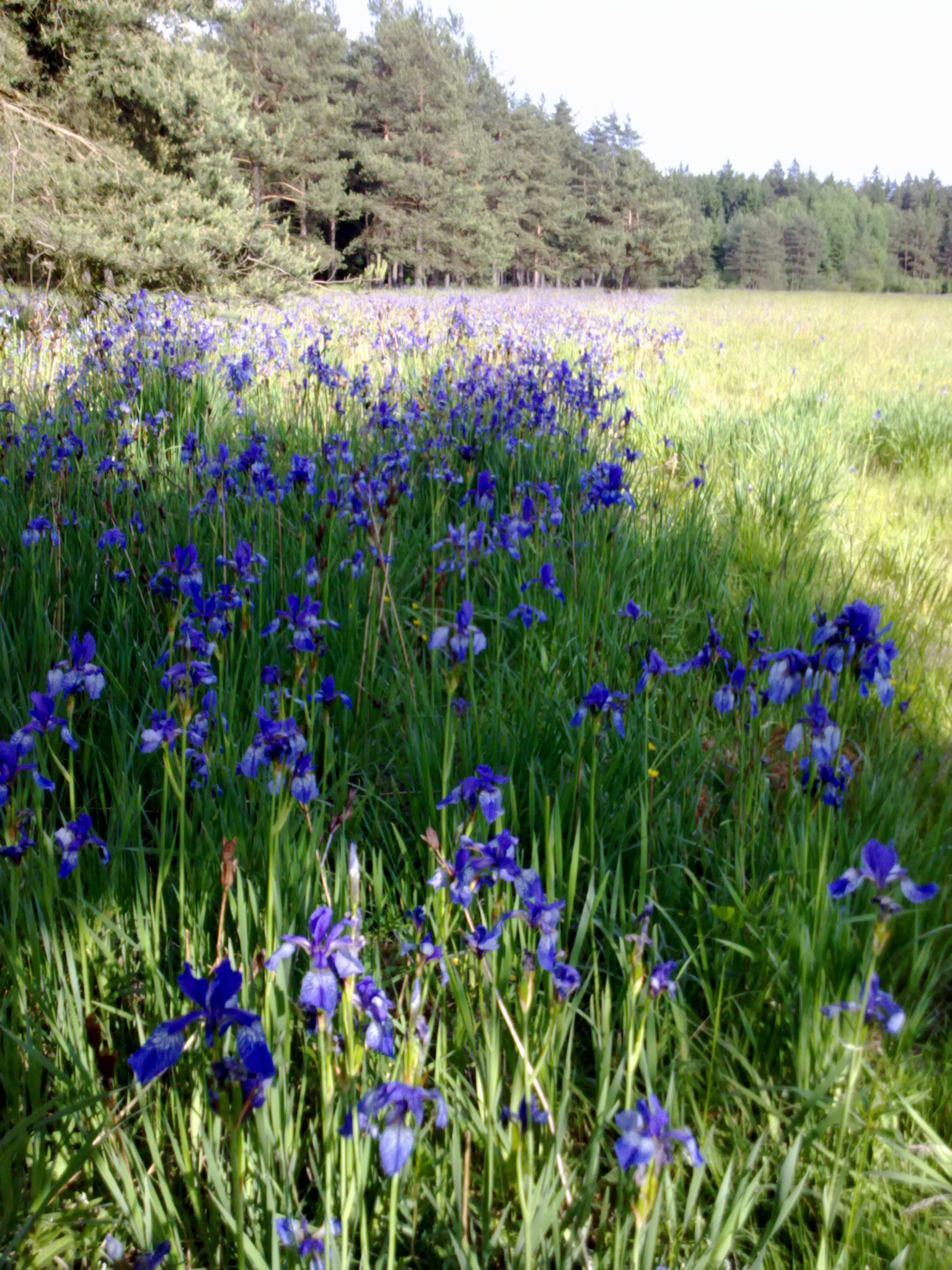
Kvetoucí kosatce
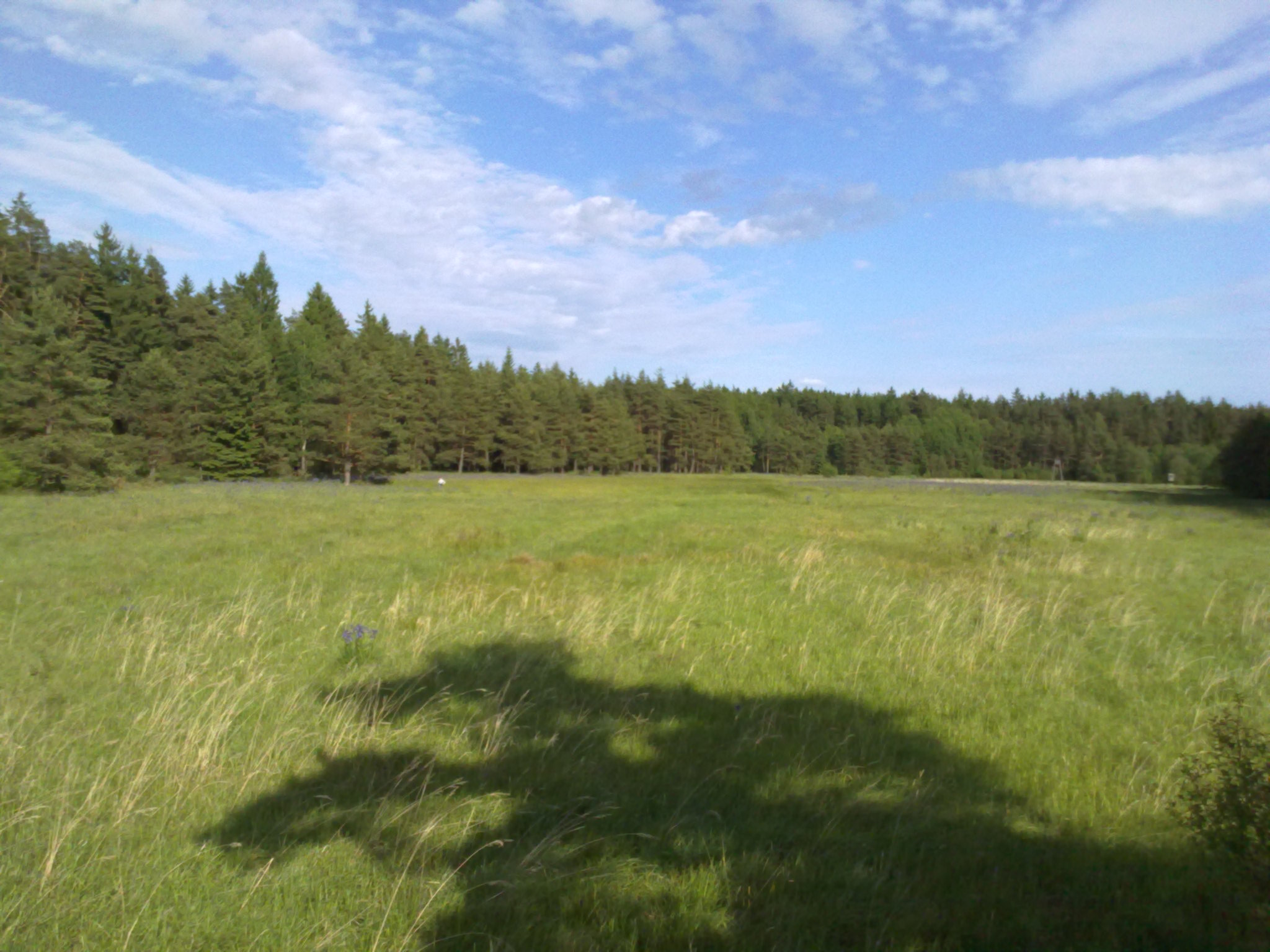
Pohled na celou přírodní rezervaci